# Dimitar Pechev
Dimitar Iossifov Pechev (En bulgare : Димитър Йосифов Пешев, translittération internationale Dimităr Josifov Pešev, 25 juin 1894 à Kjustendil – 20 février 1973 à Sofia) était un homme politique bulgare, vice-président du Parlement et ministre de la Justice du Royaume de Bulgarie pendant la Seconde Guerre mondiale. Sa notoriété est principalement due au rôle qu'il joua pendant la guerre dans le sauvetage des juifs bulgares. Il est citoyen d'honneur de l'État d'Israël et s'est vu décerner à titre posthume la plus haute décoration bulgare, l'ordre de Stara Planina (1997).

## Biographie
Dimităr Pešev commença en 1915 des études de droit à l'université Saint-Clément d'Ohrid de Sofia, mais, appelé sous les drapeaux pendant la Première Guerre mondiale, il les interrompit pour les reprendre après la guerre. Il  travailla ensuite comme juge à Plovdiv et Sofia, puis comme procureur et, à partir de 1932, comme avocat. À cette époque, il devint membre de l'Union touristique bulgare et il participe à la fondation en 1934 de la banque Bălgarski kredit.
En 1935, Dimităr Pešev devint ministre de la justice dans le premier cabinet de Georgi Kjoseivanov (1935-1936). En 1938, il fut élu vice-président de la 24e Assemblée nationale ordinaire, la première depuis le coup d'État de 1934. À partir de 1940, il occupe les mêmes fonctions dans la 15e Assemblée nationale ordinaire.
Défenseur de la démocratie, Pešev soutint, paradoxalement, aussi bien le régime dictatorial du Tsar Boris III de Bulgarie que l’engagement de la Bulgarie auprès de l’Allemagne nazie en mars 1941, espérant ainsi la prospérité de son pays. Il accepta même d’adopter en décembre 1940, la « Loi sur la Sauvegarde de la nation », premier train de mesures antisémites prises en Bulgarie.
En mars 1943, le gouvernement allemand ordonna la déportation des 48 000 juifs bulgares. Non informé de ces mesures, Pešev apprit la nouvelle le 8 mars, par un de ses amis juifs d’enfance, Jakob Baruch. Croyant d’abord à une rumeur, il s’informa auprès de ses collègues qui lui confirmèrent l’information. Révolté, il décida de s'entretenir avec le Premier ministre Bogdan Filov, qui refusa de le recevoir. Il rendit alors visite, le 9 mars, au Ministre de l’intérieur Gabrovski et le convainquit d’annuler les déportations. Puis, le 19 mars, il envoya avec 42 députés de la majorité pro-gouvernementale, une pétition au Premier ministre Filov, demandant l’annulation des mesures antisémites en Bulgarie. Furieux, Filov obligea tous les députés à se rétracter et démit Pešev de ses fonctions de vice-président du Parlement et de Ministre de la justice.
En 1944, les communistes prirent le pouvoir en Bulgarie. Pešev fut alors accusé par un tribunal populaire de collaboration avec les Allemands, d’antisémitisme, d’anticommunisme et même de corruption par les juifs en échange de l'arrêt de la déportation. Cependant, une délégation juive vint plaider en sa faveur, et Pešev fut condamné à « seulement » 15 ans de prison, puis libéré un an après.
Oublié, il reçut néanmoins en janvier 1973 le titre de « Juste parmi les nations » qui lui fut décerné par le Mémorial de Yad Vashem. Il mourut un mois après à Sofia dans la misère. Il a été reconnu depuis par la Bulgarie comme un homme ayant accompli un grand service en faveur de l'humanité.

## Hommages et distinctions
Outre la citoyenneté d’honneur de l’État d’Israël, l’action de Dimităr Pešev a été honorée par un arbre à son nom dans la forêt des justes à Jérusalem. Le 25 janvier 2000, sur l’initiative de la délégation bulgare à l’Assemblée parlementaire du Conseil de l'Europe, un buste le représentant a été placé dans le bâtiment du Conseil de l'Europe à Strasbourg, à côté de la série de bustes représentant les pères de l’unification européenne. Ce buste est un don de l’Assemblée nationale bulgare, œuvre du sculpteur bulgare Ivan Minekov. La fondation internationale Raoul Wallenberg a également fait graver une médaille à son effigie.

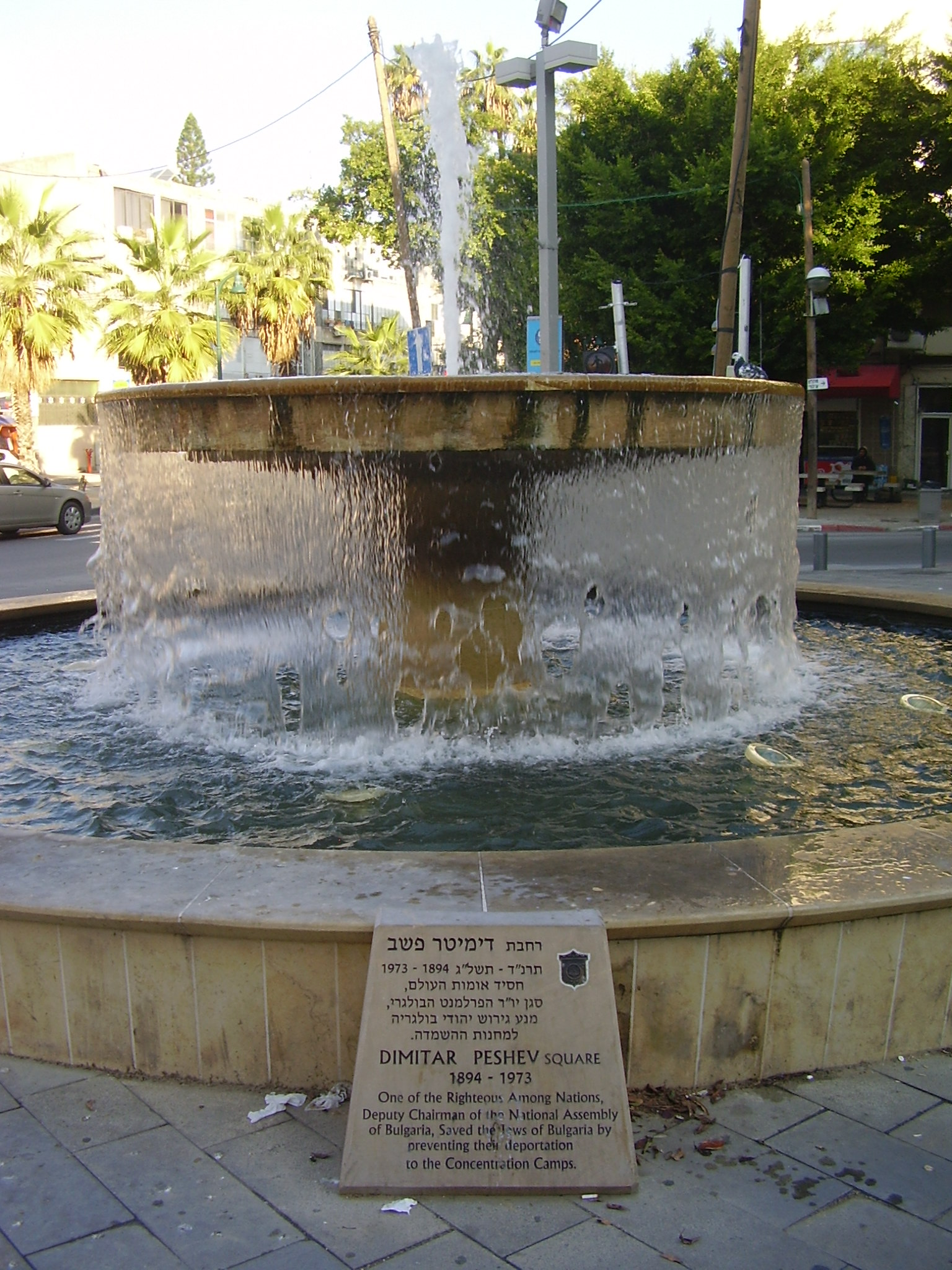
Square Dimităr Pešev à Jaffa

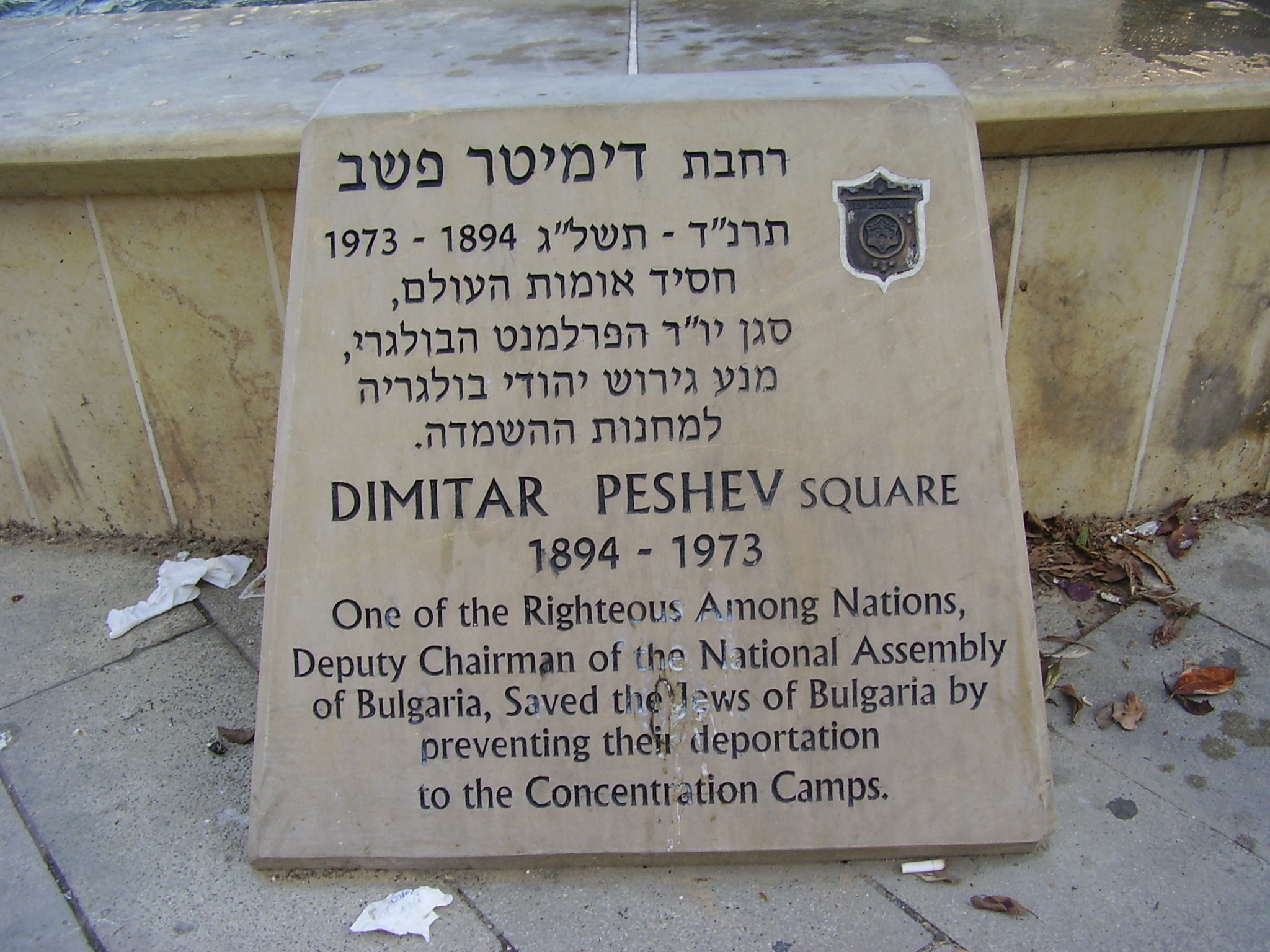
Plaque commémorative du Square Dimităr Pešev de Jaffa

En 2000, une fondation portant son nom a été créée à Sofia. Ses statuts stipulent que son président doit être en même temps président de l’Assemblée nationale bulgare.
La Commission bulgare pour les toponymes antarctiques a baptisé crête de Pešev un objet géographique situé sur l'île Livingston dans les îles Shetland du Sud.

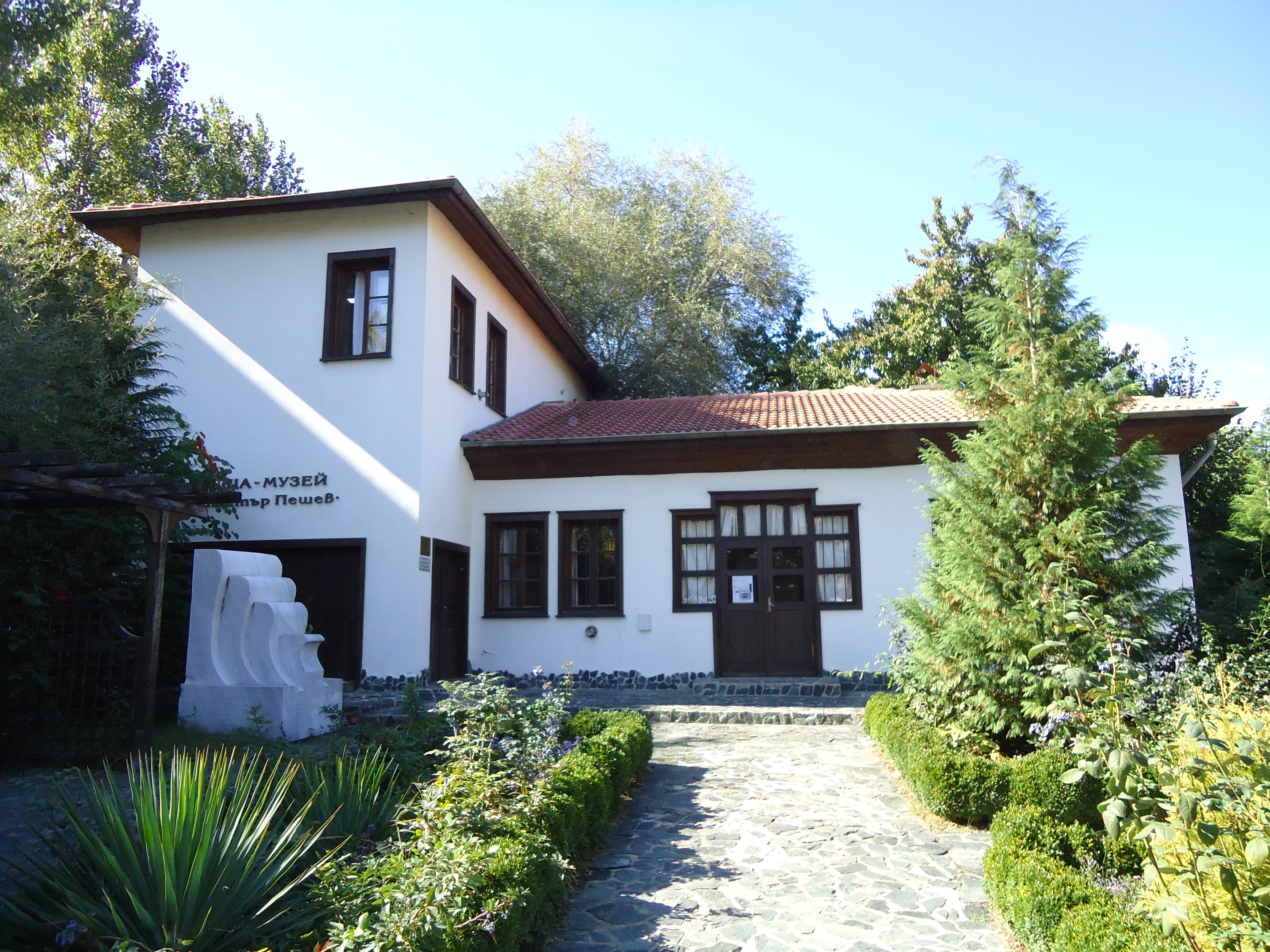
Maison-musée Dimităr Pešev à Kjustendil

## Maison-muséeDimităr PeševàKjustendil
La Maison-musée Dimităr Pešev est située dans le centre de la ville de Kjustendil, derrière la galerie d’art Vladimir Dimitrov-Majstora.
En 2002, l’obština de Kjustendil et l’Ambassadeur d’Israël, Emmanuel Zisman, ont financé une rénovation de la maison natale de Pešev, qui, reconstituée à l’identique, fut également transformée en musée. Une exposition permanente composée d’objets originaux, de photos et facsimilés raconte les événements de mars 1943 et évoquent les mérites de Dimităr Pešev et de ses concitoyens de Kjustendil dans le sauvetage des juifs bulgares.